# Bibio japonica
Bibio japonica är en tvåvingeart som först beskrevs av Motschoulsky 1866.  Bibio japonica ingår i släktet Bibio och familjen hårmyggor. Inga underarter finns listade i Catalogue of Life.